# AJ 리

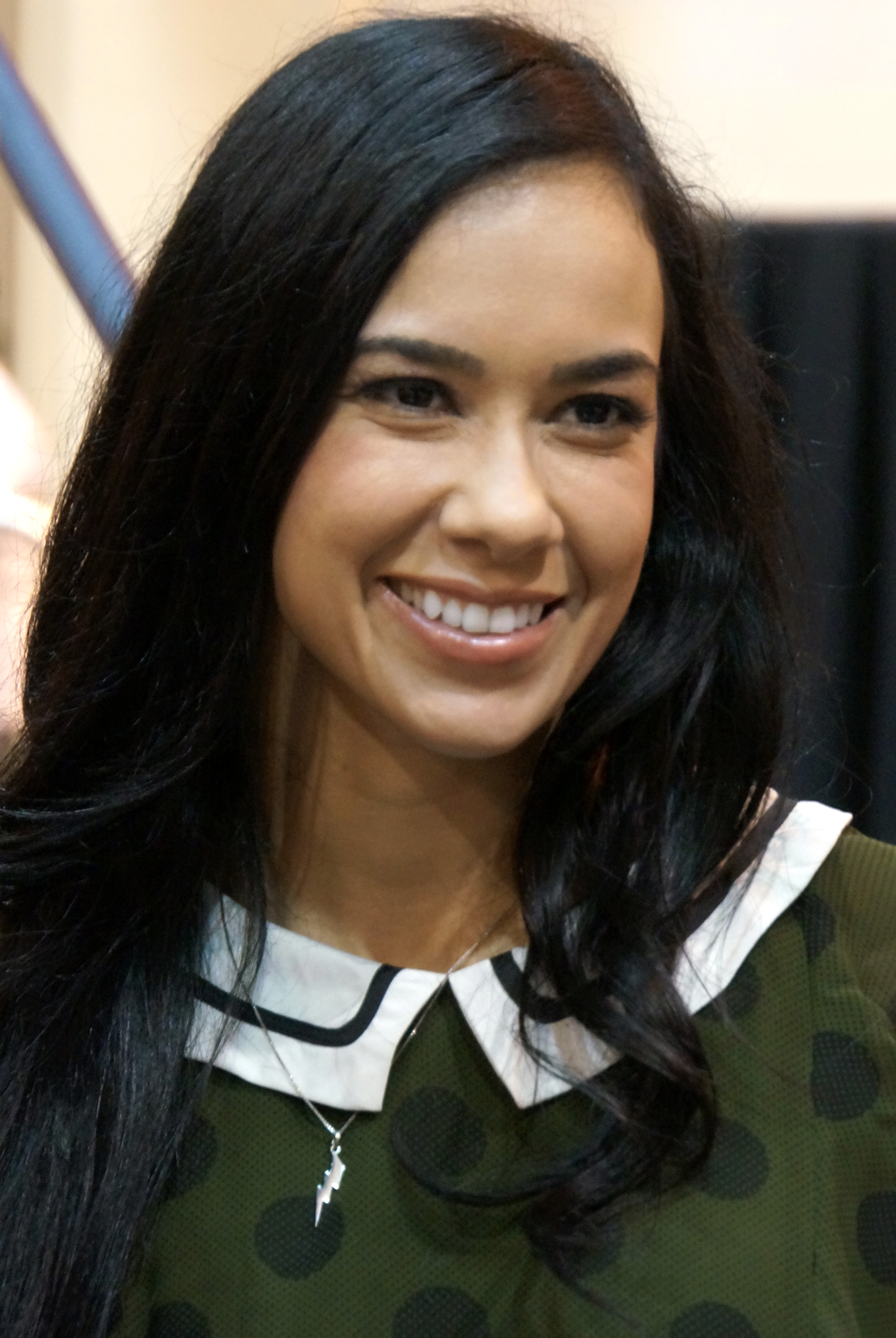
AJ 리 (2014년)

AJ 리(AJ Lee, 1987년 3월 19일 ~ )는 미국의 여자 프로레슬링선수다. 본명은 에이프릴 자넷 멘데스(April Jeanette Mendez)이다.

## 이력
고등학교 졸업 후 대학 등록금을 마련하기 위해 일을 하기 시작하였고 2007년 3월 프로레슬링에 입문하여 연습생이 된다.
2008년 10월 10일에 소울 시스터 쟈나를 대전 상대로서 WSU에서 데뷔하였다. 다음에는 마리아 호사카와 콤비를 구성하여 WSU 태그 팀 챔피언을 결정하는 대회에 출장하여 활약을 보였고 2009년 2월 7일 블룩 카터와 콤비로 하여 비트 다운 베티즈를 물리치고 태그 챔피언으로 올라 알려졌지만 그리고 4월 11일에 여왕으로 대접하는 인기를 얻었지만 뒤에 탈퇴하였다.
2009년 5월 5일 프로레슬링 단체인 WWE와 계약을 하였다. 그리고 8월 무렵에 AJ 리(AJ Lee)라는 링네임으로 데뷔하였다. 그 후에 시합과 대회등에 많이 출전하였고 수많은 디바들과와 경기를 가졌다. 그 다음에는 링 아나운서등 여러 가지 일을 하였다.
2012년 12월 17일 존 시나를 배신한 후 악역으로 전환해서 돌프 지글러와 빅 E 랭스턴과 다니는 등 상대적으로 많은 남성 프로레슬러의 악역매니저 역할을 해왔다.
2015년 4월쯤,레슬매니아에서 경기치르고 WWE 은퇴를 하였다.
피니쉬는 시라누이, 샤이닝 위자드, 블랙 위도우(옥토퍼스 홀드)로 사용을 한다. 키는 157cm 몸무게는 49kg이다.

## 챔피언 경력
- WSU 태그팀 챔피언 1회 - 브룩 카터
- FCW 디바스 챔피언 1회
- 퀸 오브 FCW 1회
- WWE 디바스 챔피언 3회
- WWE 슬래미 어워드 2회 (2012년,2014년)